# Braehead Farm Souterrain
Das Braehead Farm Souterrain liegt in einem Feld bei der namengebenden Farm, in der Nähe des River Dee und der Kirchenruine der St Nathalan’s Kirk von Tullich (mit dem Symbolstein „Tullich I“ der Pikten und dem Cross-Slab „Tullich II“) in Aberdeenshire in Schottland. Bei den vor etwa 2000 Jahren entstandenen Souterrains wird grundsätzlich zwischen „rock-cut“, „earth-cut“, „stone built“ und „mixed“ Souterrains unterschieden. 1934 wurde die Anlage als Bodendenkmal geschützt.
Der Zugang zum Souterrain ist eine quadratische, von Steinplatten gefasste Vertiefung im Boden. Der senkrechte Abstieg führt zu einer Kammer, die weitgehend mit Erde angefüllt ist. Das Souterrain scheint irgendwann vom River Dee überschwemmt worden zu sein. Ursprünglich war der etwa 17,0 m lange und 1,65 m breite Gang etwa 2,15 m hoch.
Der Zweck der Souterrains ist nicht genau bekannt. Während der Ausgrabung in den 1920er Jahren wurden grau-weiße Ablagerungen entdeckt, vermutlich von Asche, dies spricht für Rituale.